# Rynge och Vallösa
Rynge och Vallösa – miejscowość (tätort) w Szwecji, w regionie administracyjnym (län) Skania, w gminie Ystad.
Według danych Szwedzkiego Urzędu Statystycznego liczba ludności wyniosła: 210 (31 grudnia 2015), 221 (31 grudnia 2018) i 222 (31 grudnia 2019).